# DIN 4102
DIN 4102 — классификация воспламеняемости строительных материалов Немецкого института стандартов. 
Данная классификация выделяет 5 категорий:
- A1 — на 100% невоспламеняемые = (nichtbrennbar)
- A2 — невоспламеняемость ~ 98% = (nichtbrennbar)
- B1 — трудновоспламеняемые (schwer entflammbar)
- B2 — обычная воспламеняемость, напр. древесина (flammbar)
- B3 — легковоспламеняемые (leichtentflammbar)

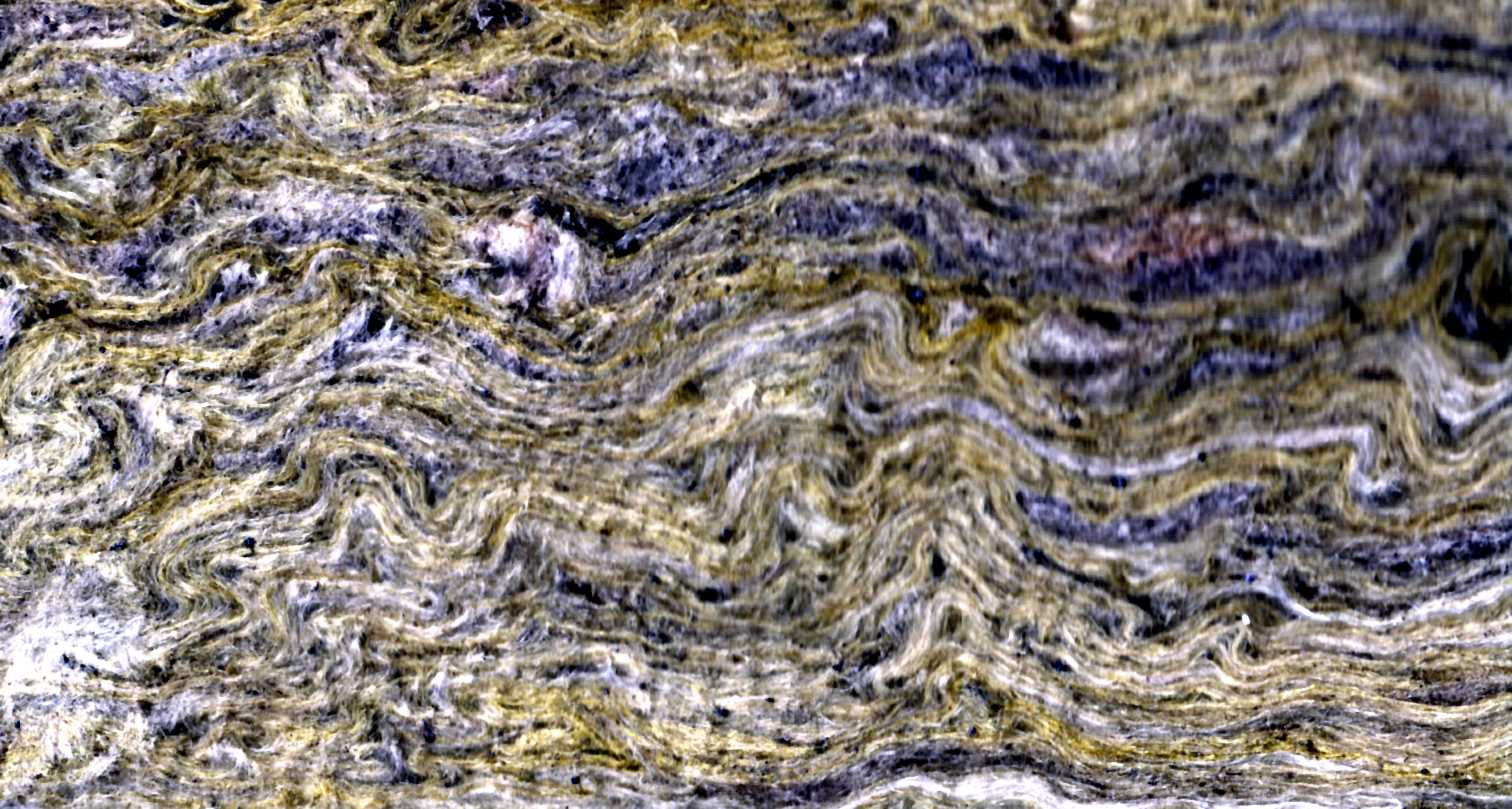
DIN4102 A1 невоспламеняемая каменная вата
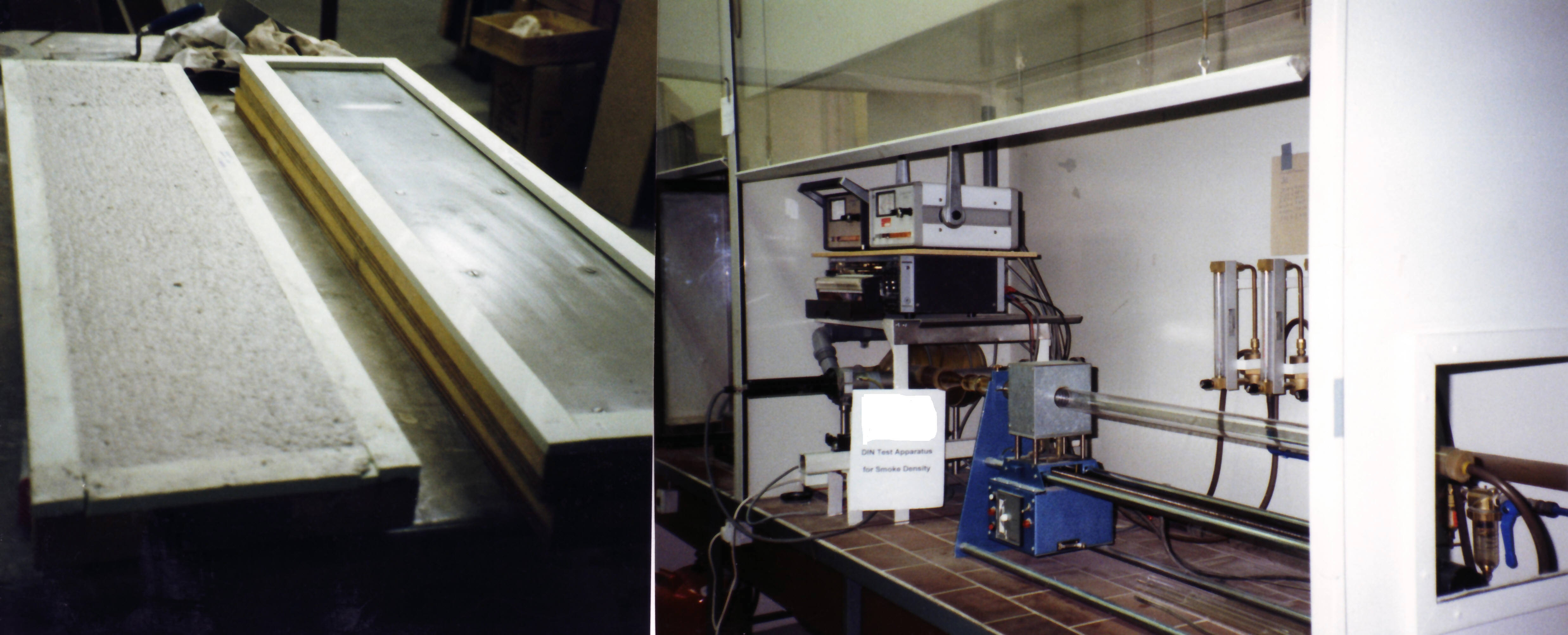
DIN4102 A2: гипсовая огнестойкая штукатурка с добавлением полистирола
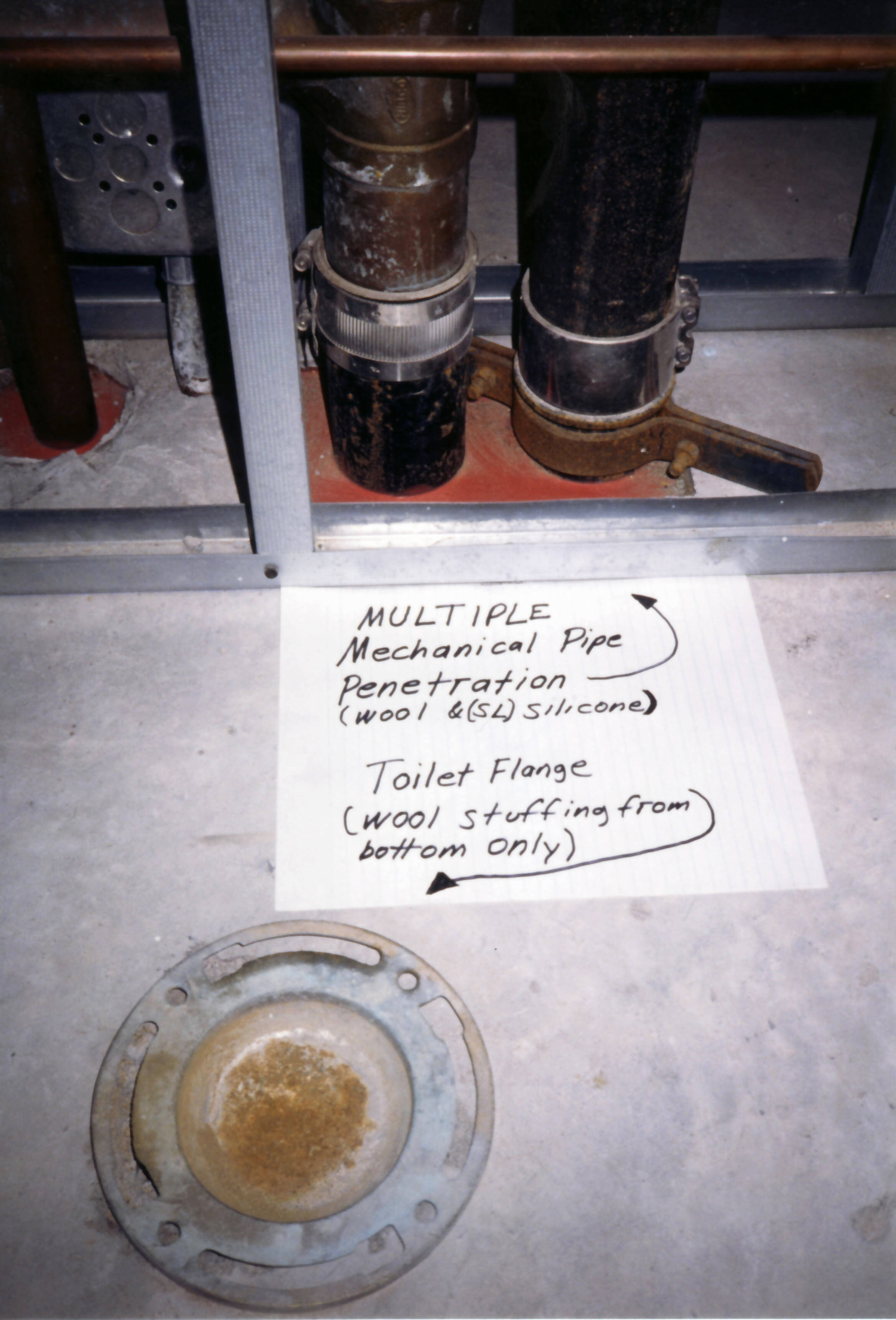
DIN 4102 B1: силиконовые затычки
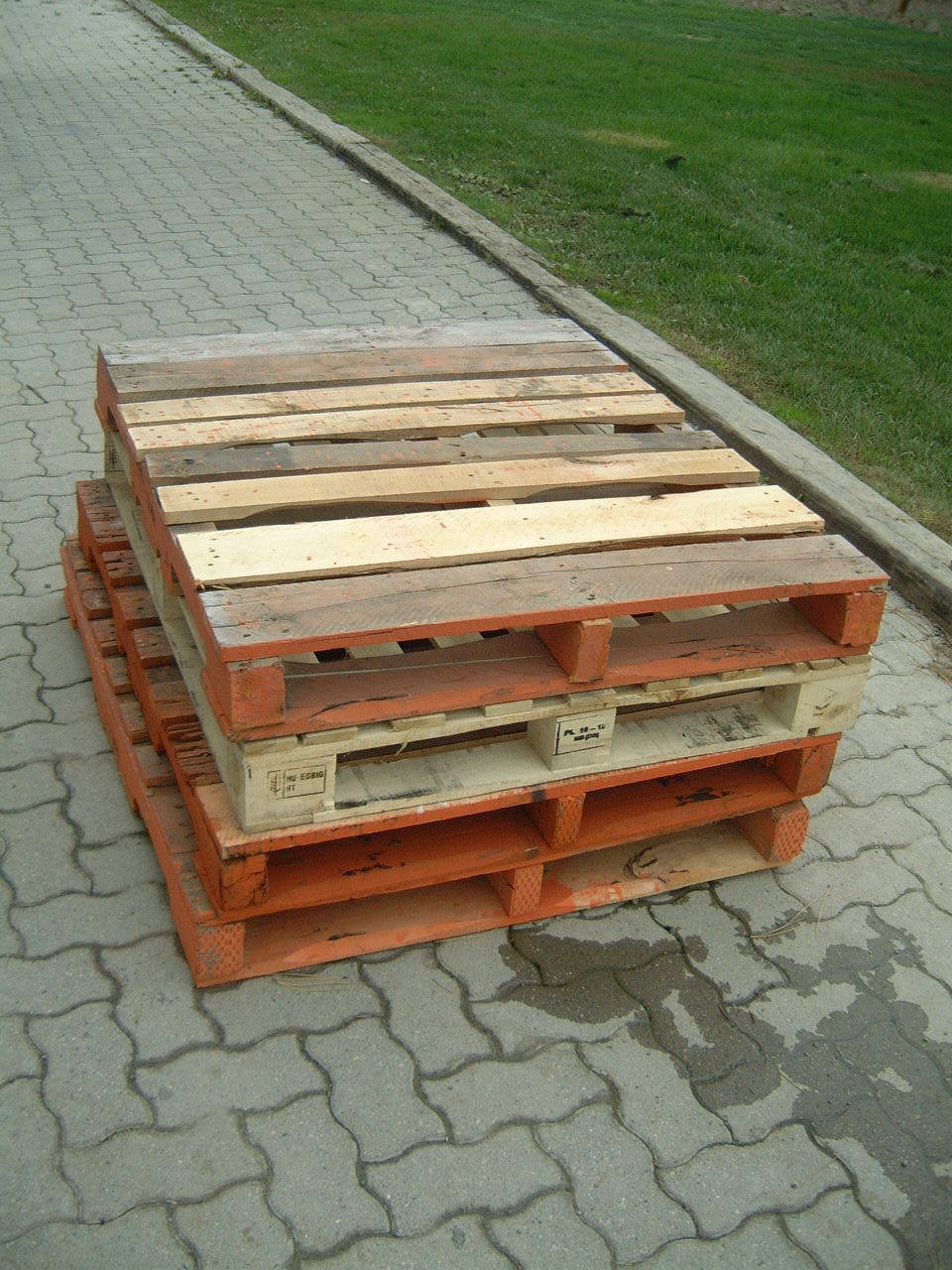
DIN 4102 B2: древесина, обычная воспламеняемость
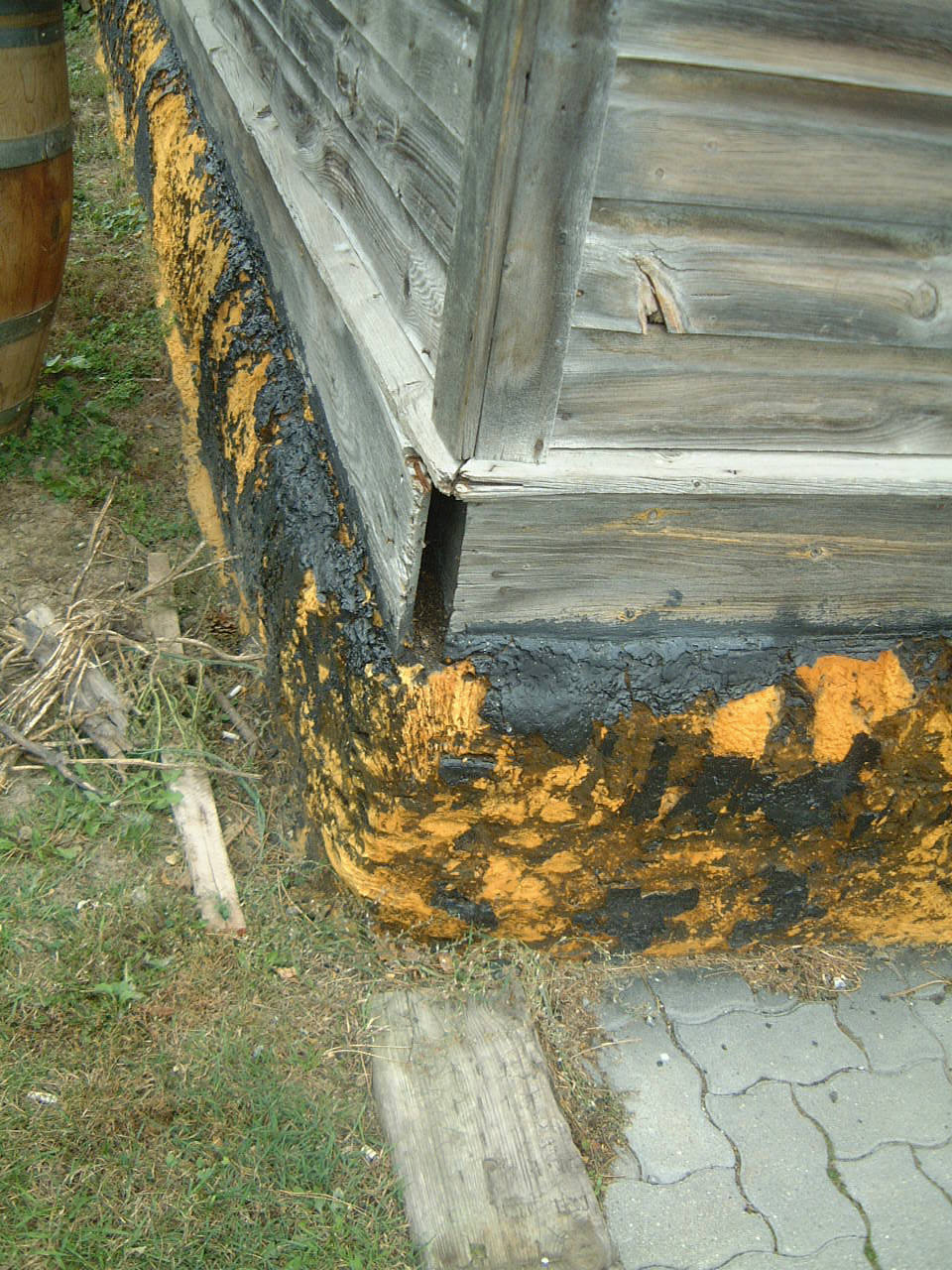
DIN 4102 B3: полиуретановая пена, легко воспламеняется